# Lista subsecretarilor de stat din Guvernul Nicolae Iorga
În Guvernul Nicolae Iorga au fost incluși și subsecretari de stat, provenind de la diverse partide.

## Subsecretari de stat
- Subsecretar de stat la Președinția Consiliului de Miniștri

Coriolan Tătaru (12 ianuarie - 12 mai 1932)
- Subsecretar de stat la Președinția Consiliului de Miniștri, pentru Minorități

Rudolf Brandsch (23 aprilie 1931 - 5 iunie 1932)
- Subsecretar de stat onorific la Președinția Consiliului de Miniștri, având în subordine Direcția Presei și Informațiilor

Ion Pangal (27 iunie - 23 decembrie 1931)
- Subsecretar de stat al Subsecretariatului Presei și Informațiilor, creat pe lângă Ministerul de Externe

Ion Pangal (23 decembrie 1931 - 10 august 1932)
- Subsecretar de stat la Ministerul de Interne

Dumitru Munteanu-Râmnic (18 aprilie 1931 - 5 iunie 1932)
- Subsecretar de stat la Ministerul de Interne

Nicolae Ottescu (20 aprilie 1931 - 5 iunie 1932)
- Subsecretar de stat la Ministerul Agriculturii și Domeniilor

Alexandru Radian (21 aprilie 1931 - 5 iunie 1932)
- Subsecretar de stat la Ministerul Agriculturii și Domeniilor

Victor V. Stanciu (17 iunie 1931 - 12 mai 1932)
- Subsecretar de stat la Ministerul de Finanțe

Zamfir Brătescu (6 mai 1931 - 5 iunie 1932)
- Subsecretar de stat la Ministerul Instrucțiunii Publice și Cultelor

Ștefan Meteș (17 iunie 1931 - 12 mai 1932)
- Subsecretar de stat la Ministerul Industriei și Comerțului

Ion Buzdugan (16 ianuarie - 12 mai 1932)

## Sursa
- Stelian Neagoe - "Istoria guvernelor României de la începuturi - 1859 până în zilele noastre - 1995" (Ed. Machiavelli, București, 1995)